# Compagnie de Charbonnages-Belges
La Compagnie de Charbonnages-Belges a été fondée le 28 avril 1846 à Mons confirmé par arrêté royal le 6 mai 1846.

## Historique

### Historique de la Houille dans le couchant de Mons
L'historique de la Houille dans les environs de Mons remonte à près d'un millénaire. Plusieurs auteurs le prétendent cependant aucun ne donne de preuves à l'appui, mais il est à remarquer qu'ils font allusion à sa découverte et non à son exploitation. Jean-Jacques Desandrouin disait en 1756 : « Il y a environ 750 années que la découverte et l'usage du charbon de terre sont connus dans le Hainaut impérial. »
Christophe Dieudonné en 1804, dans sa statistique du Nord, prétendait que l'extraction du charbon dans le Hainaut impérial avait commencé au XIe siècle. Auguste Drapiez, en 1823 dans son ouvrage Coup d œil minéralogique sur le Hainaut « prétend que
l'exploitation de la houille y remonte à des époques très reculées, puisque des chartes qui
datent de plus de 800 ans en font mention ».
M. C. Pajot-Descharmes dit lui en 1826, « Vers l'an 1000, dit, des mines abondantes de houille furent découvertes autour de la ville de Mons; bientôt leur exploitation suffit à la consommation des habitants du Hainaut; poussée avec vigueur, elle ne tarda pas à fournir aux provinces limitrophes. »
Le premier document évoquant le charbonnage est une lettre du Chapitre de Sainte-Waudru qui accorde par lettres un bail du charbonnage de Cuesmes à Gérard Laderière et ses trois associés le 26 janvier 1426. Au XIXe siècle la description du bassin houiller n'est pas aisée ainsi en 1877, Gustave Arnould dans sa description du Bassin houiller du couchant de Mons (page 67) évoque la difficulté de compréhension du système de concession, de compagnies et de charbonnage :  « Rien n'est plus compliqué que ce système d'anciennes concessions qui, par suite de réunions successives par accessions et acquisitions. »
Page 72.« La mine de Grisœuil qui elle-même forme avec les mines de l'Agrappe, de l'Escouffiaux et de Jolimet et Roinge, la propriété de la Compagnie connue sous le nom de Charbonnages-Belges. »

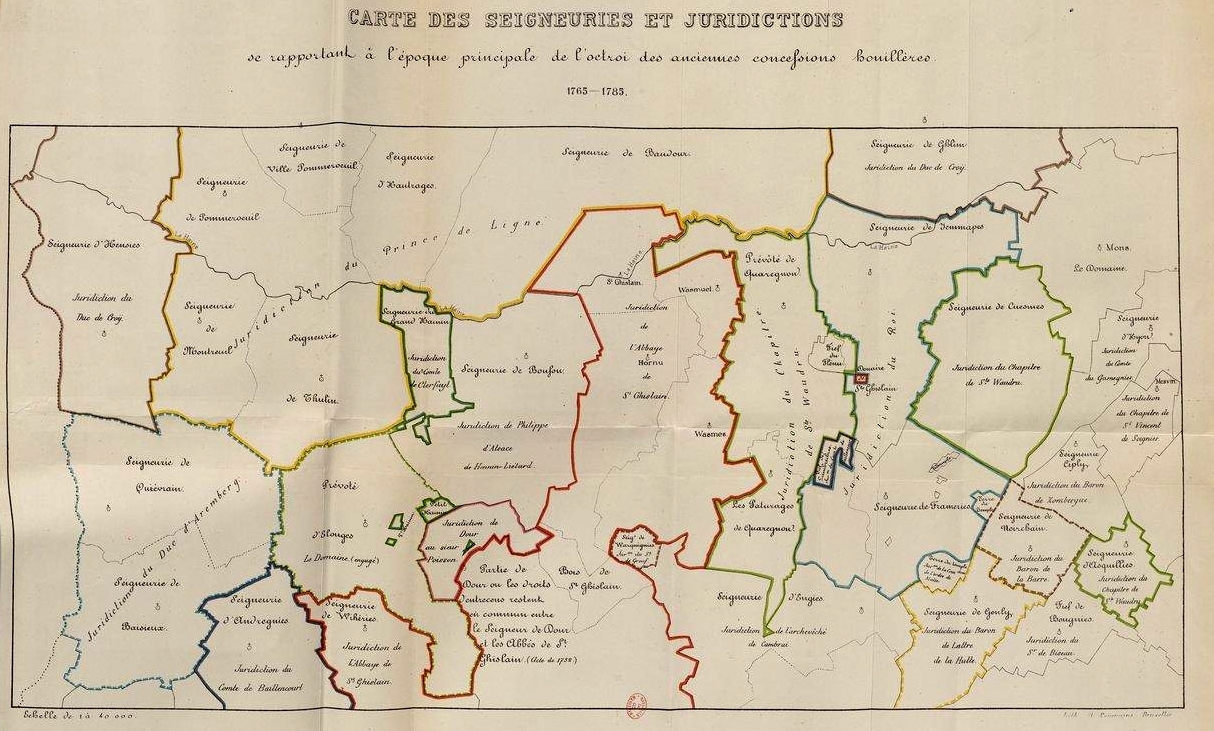
Carte des seigneuries et juridictions 1765-1785 à l'époque des concessions des houillères
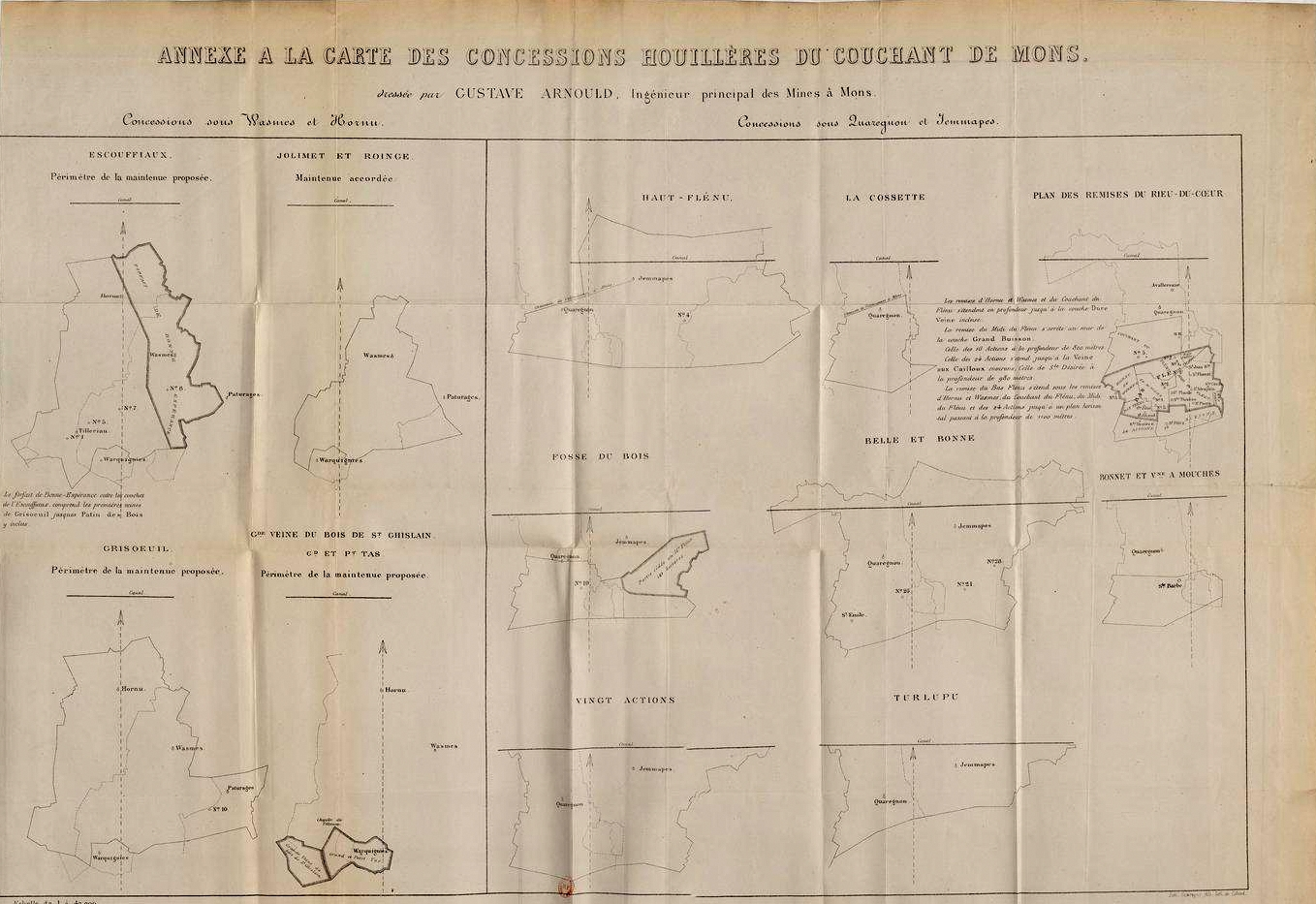
Carte des concessions par Gustave Arnould
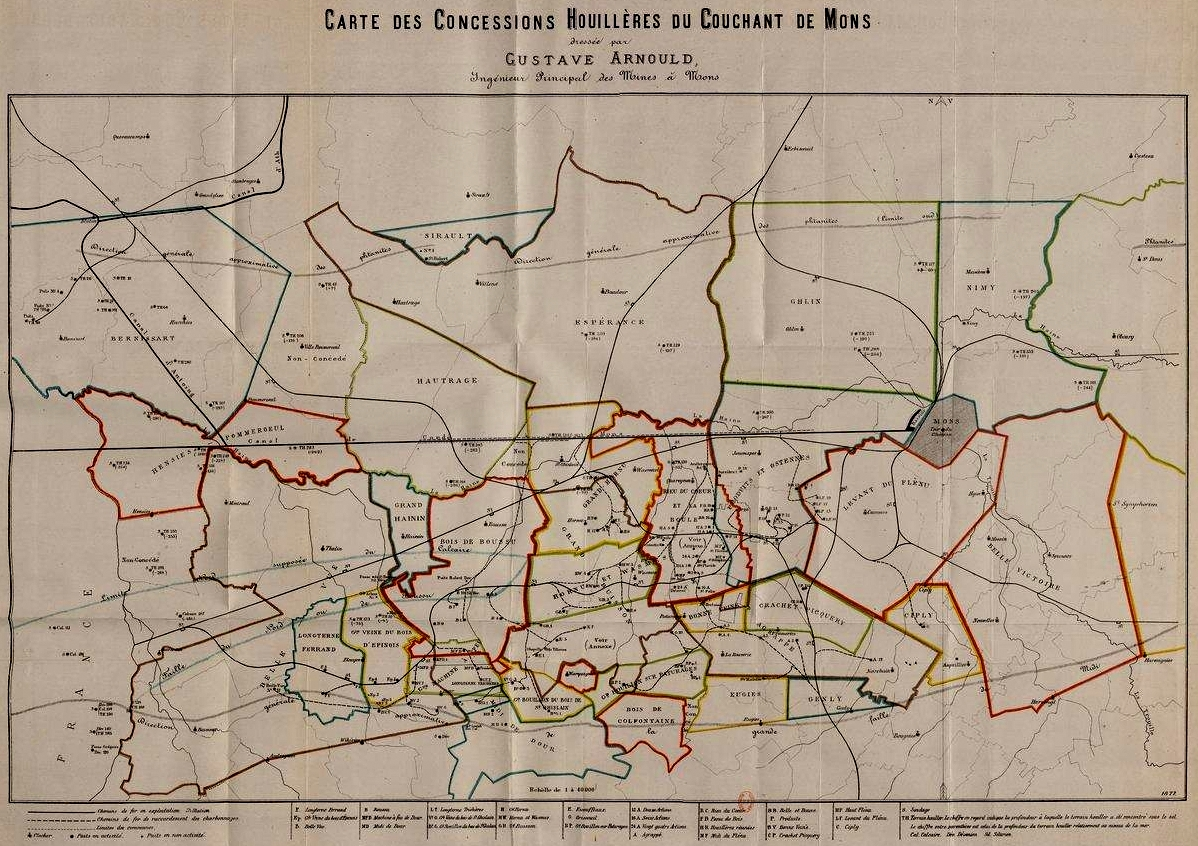
Carte des concessions houillères du couchant de Mons
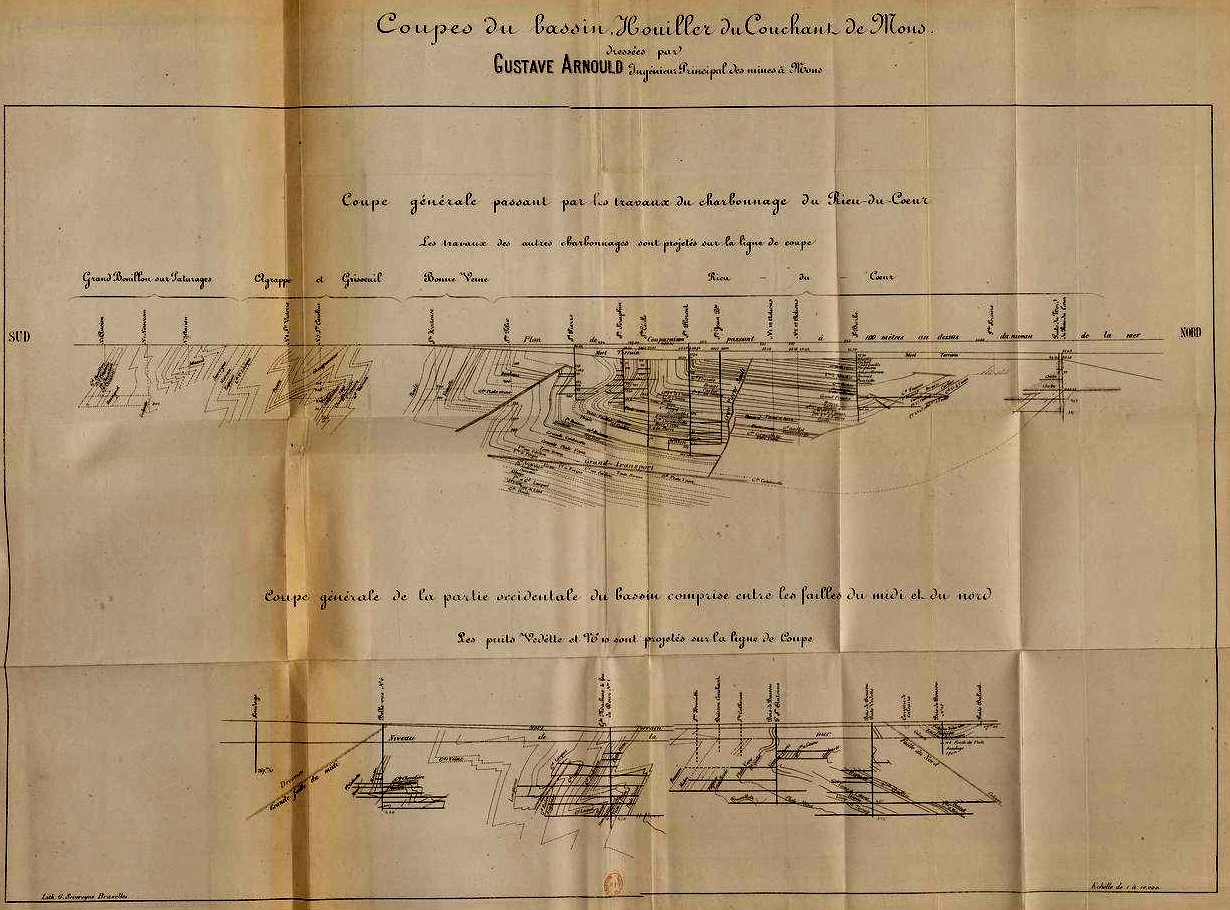
Coupe du Bassin houiller
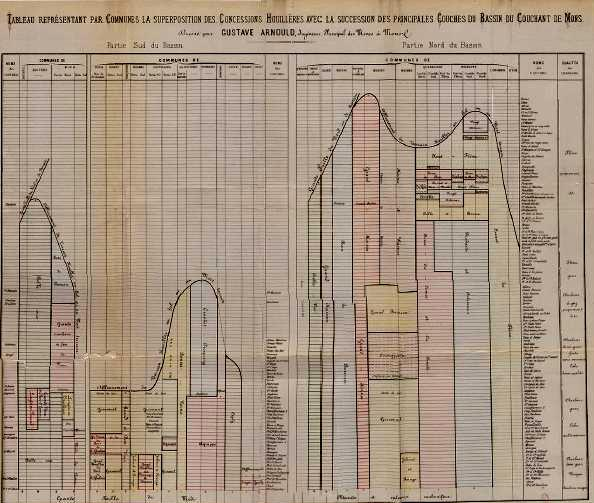
Tableau par communes et concessions

### Historique de la Compagnie de Charbonnages-Belges
La Compagnie des Charbonnages belges fut créée en 1846 sous la présidence de James de Rothschild en vue d'acquérir et d'exploiter trois sociétés de l'arrondissement de Mons : 
- la Société Anonyme des Charbonnages de l’Agrappe et Grisoeuil[3]
- la Société Anonyme du Charbonnage de l’Escouffiaux fondée le 3 avril 1838 [4]
- le chemin de fer de Saint-Ghislain.

Bien que les statuts prévoient un conseil d'administration de 10 personnes, le premier conseil désigné comprend sept membres, avec comme président James de Rothschild, banquier, Jules Talabot et Léon Talabot, député, Isaac-Pierre-Auguste Thurneyssen, banquier, Michel Poisart, député, Louis-Jean Gosse et Jean-Baptiste Gendebien, propriétaires.
De 1846 à 1893, elle procéda à l’acquisition de 4 sociétés :
- la Société Anonyme du Charbonnage de Jolimet et Roinge[5]
- la Société charbonnière de Genly,
- la Société Anonyme du Charbonnage de Bonne-Espérance[6]
- la Société Anonyme des Grands et Petits Tas Réunis[7].

En 1896, elle racheta à la Société Anonyme des Charbonnages du Levant la  concession de Crachet-Picquery. En 1923, la Compagnie des Charbonnages Belges était reprise par la Société Anonyme des Aciéries d’Angleur à Tilleur-lez-Liège sous la dénomination de Société Anonyme des Aciéries d’Angleur et des Charbonnages Belges. En 1927, elle absorbait la Société Anonyme des Charbonnages du Borinage Central, concessionnaire du Grand Bouillon. En 1945, la Société Anonyme des Aciéries d’Angleur fusionnait avec la Société anonyme John Cockerill, ce qui eut pour effet de placer l’exploitation houillère boraine sous le contrôle de l’entreprise métallurgique liégeoise.
En 1948, elle devenait propriétaire de la concession de Ciply et, en 1950, rachetait l’importante Société Anonyme du Charbonnage d’Hornu et Wasmes comprenant les concessions d’Hornu et Wasmes et Grand Buisson et, un peu plus tard, la Société Anonyme du Charbonnages du Fief de Lambrechies en liquidation. En 1959, la Société Anonyme John Cockerill- Division des Charbonnages Belges et d’Hornu et Wasmes faisait apport de ses concessions Agrappe-Escouffiaux et Hornu et Wasmes, Midi de l’Agrappe et sa moitié indivise de Blaugies d’une étendue de 5 530 ha à la Société Anonyme des Charbonnages du Borinage.

### Exploitation
La production de charbon était de 420 461 tonnes en 1889 puis à 423 013 tonnes en 1890 et 561 290 tonnes en 1891. Réparties à environ moitié moitié entre les deux fosses d'Agrappe et d'Escouffiaux.